# Tinieblas de la Sierra
Tinieblas de la Sierra ist eine 23 Einwohner (Stand: 2024) zählende Gemeinde der Provinz Burgos in der Autonomen Gemeinschaft Kastilien-León (Castilla y León). Sie gehört zur Comarca Alfoz de Burgos.
Die Gemeinde setzt sich aus dem Hauptort Tinieblas de la Sierra und der Ortschaft Tañabueyes de la Sierra zusammen.

## Lage
Tinieblas de la Sierra liegt etwa 38 Kilometer südöstlich vom Stadtzentrum von Burgos auf einer durchschnittlichen Höhe von etwa 1125 m.

## Bevölkerungsentwicklung
| Jahr      | 1970 | 1981 | 1991 | 2001 | 2011 | 2021 |
| Einwohner | 79   | 20   | 34   | 48   | 40   | 28   |

## Sehenswürdigkeiten
- Maria-Magdalena-Kirche (Iglesia de Santa Maria Maddalena)
- Eulalienkirche (Iglesia de Santa Eulalia Martír) in Tañabueyes de la Sierra

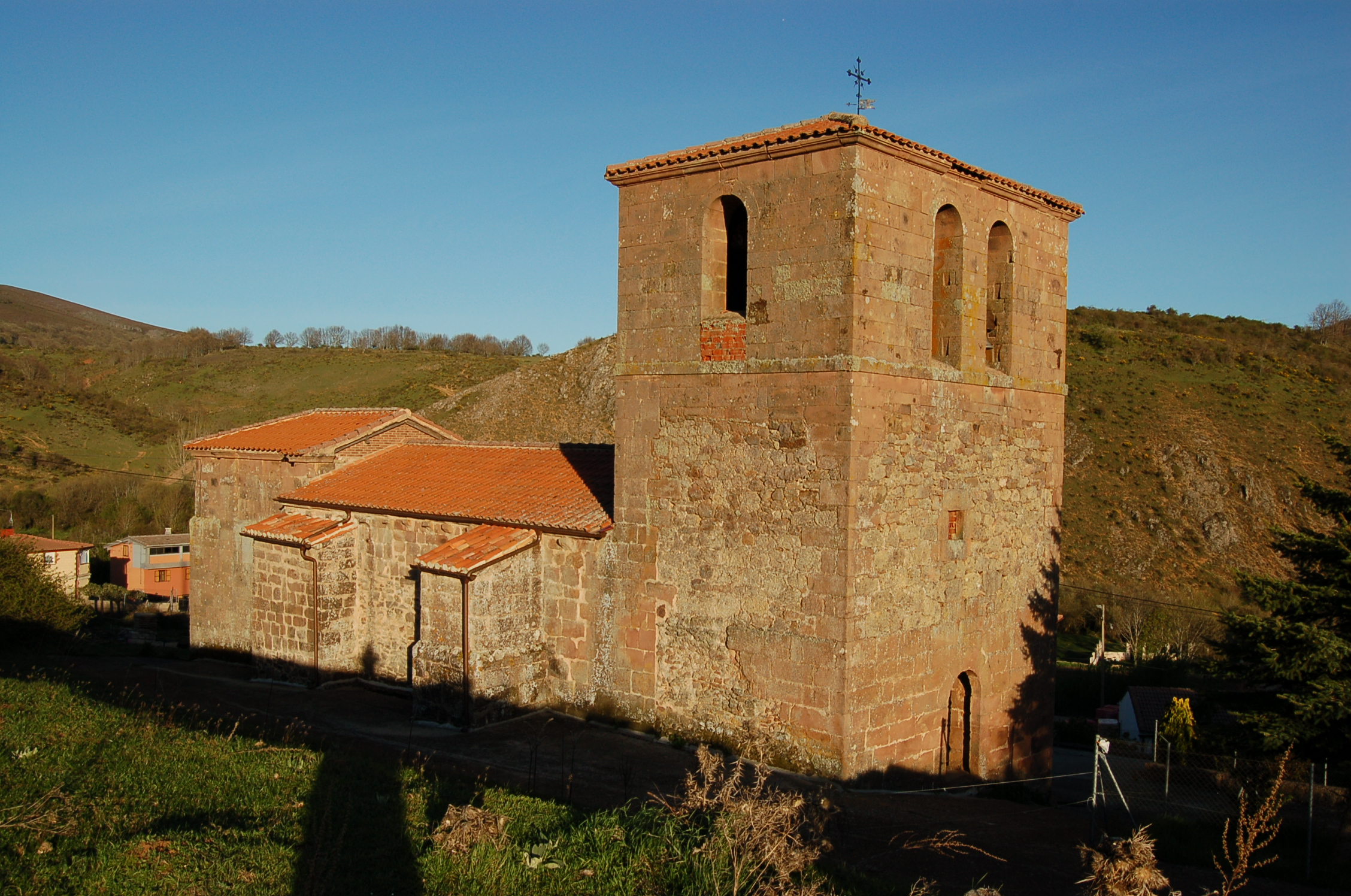
Maria-Magdalena-Kirche